# Onthophagus usurpator
Onthophagus usurpator är en skalbaggsart som beskrevs av Vladimir Balthasar 1959. Onthophagus usurpator ingår i släktet Onthophagus och familjen bladhorningar. Inga underarter finns listade i Catalogue of Life.